# Salustiano Olózaga
 (février 2024).
Si vous disposez d'ouvrages ou d'articles de référence ou si vous connaissez des sites web de qualité traitant du thème abordé ici, merci de compléter l'article en donnant les références utiles à sa vérifiabilité et en les liant à la section « Notes et références ».
Salustiano de Olózaga y Almandoz, né le 8 juin 1805 à Oyón et mort le 26 septembre 1873 à Enghien-les-Bains, est un militaire, écrivain, avocat et homme d'État espagnol.

## Biographie

### Jeunesse
Il étudie la philosophie à Saragosse et à Madrid (où il étudie également le droit). Membre la Milice nationale et libéral convaincu, il participa en tant qu'officier à la surveillance de la formation des Cortes de Cadix. Il s'exile à Saint-Jean-de-Luz pour fuir la politique répressive de Ferdinand VII après les révoltes de 1831. Il est amnistié et revient en Espagne en 1833.

### Carrière politique
Sous le gouvernement de Mendizabal, il exerce la fonction de gouverneur civil de Madrid, avant d'être élu député de cette ville puis de Logroño à plusieurs reprises entre 1836 et 1873. Il participe à l'élaboration de la Constitution espagnole de 1837 après la mutinerie de La Granja de San Ildefonso, convaincu de la nécessité d'en finir avec les affrontements que la Constitution de 1812 et le Statut royal de 1834 avait créés. Pour cette raison, il est nommé précepteur de la jeune Isabelle II.
Opposé sur de nombreux points avec la régente Marie-Christine de Bourbon et soutenant clairement Baldomero Espartero en ce sens, il participe activement à la chute de Marie-Christine. Lorsque Espartero accède au pouvoir en 1840, il est nommé ambassadeur à Paris, où il tente de concilier les positions officielles espagnoles avec les intrigues de Marie-Christine en exil. Après la chute d'Espartero, alors qu'Isabelle II est déclarée majeure, il est nommé président du Conseil des ministres et ministre d'État (chargé des Affaires étrangères) le 20 novembre 1843. Il doit faire face aux fausses accusations du réactionnaire Luis González Bravo qui soutenait qu'il avait tenté d'obtenir la dissolution des Cortes en faisant usage de violence et d'intimidation auprès de la reine. Cette situation l'oblige à fuir de nouveau en France le 29 novembre. 
Revenu en Espagne en 1847, il est nommé membre de l'Académie royale d'histoire en 1853. En 1870, il est de nouveau ambassadeur à Paris, où il assiste à la chute du Second Empire et, à son retour dans la péninsule, il adopte une posture extrêmement critique envers les modérés et les réactionnaires. En 1871, il est nommé membre de l'Académie royale espagnole et revient occuper son poste d'ambassadeur en France, où il meurt en 1873. 
Il est inhumé dans le panthéon des Hommes illustres à Madrid.